# Шарлота фон Мекленбург-Щрелиц
София-Шарлота фон Мекленбург-Щрелиц (на немски: Sophie Charlotte Herzogin von Mecklenburg-Strelitz) е германска херцогиня от Мекленбург-Щрелиц и кралица на Великобритания (8 септември 1761 – 17 ноември 1818), съпруга на крал Джордж III. Тя е баба на кралица Виктория.

## Биография

### Произход
Херцогиня Шарлота фон Мекленбург-Щрелиц е родена на 19 май 1744 в Миров, Германия. Тя е най-малката дъщеря на херцог Карл Лудиг Фридрих фон Мекленбург-Щрелиц и принцеса Елизабета Албертина фон Сакс-Хилдбургхаузен.

### Кралица на Великобритания
През 1761 г. Шарлота е избрана за съпруга на английския крал Джордж III, за когото се омъжва на 8 септември същата година в двореца Сейнт Джеймс, Лондон. Въпреки че изборът не е посрещнат добре от майката на краля, бракът на Шарлота и Джордж III е щастлив. Двамата имат 15 деца, от които 13 оцеляват до зряла възраст.
Кралицата е известна покровителка на изкуството. Неин учител по музика е бил самият Йохан Кристиан Бах. Моцарт ѝ посвещава своят Opus 3, написан по нейна поръчка. Освен това кралица Шарлота е любителка и на ботаниката. Тя основава сиропиталища и акушерна болница. Приоритет за кралицата е женското образование, а дъщерите ѝ получават изключително високо образование.
След като крал Джордж III заболява психически, той е оставен на грижите на Шарлота. Тя обаче не може да го посещава често поради истеричното му поведение и непредсказуемите му реакции. Докато синът ѝ управлява като регент, Шарлота става законен защитник на правата на живия крал от 1811 до 1818 г. Последните 5 г. от живота си тя почти не вижда съпруга си.

### Смърт
Кралица Шарлота умира на 17 ноември 1818 г. в присъствието на сина си принц-регента, който държал ръката ѝ, докато тя сядала на канапе в резиденцията си в Съри. Погребана е в параклиса „Сейнт Джордж“ в Уиндзор.

## Потомство
| Име                                | Раждане           | Смърт             | Забележки |
| ---------------------------------- | ----------------- | ----------------- | --- |
| Джордж IV                          | 12 август 1762    | 26 юни 1830       | женен през 1795 за Каролина фон Брауншвайг-Волфенбутел                                                                                               |
| Фредерик, херцог на Йорк           | 16 август 1763    | 5 януари 1827     | женен през 1791 за Фредерика Пруска |
| Уилям IV                           | 21 август 1765    | 20 юни 1837       | женен през 1818 за Аделаида фон Сакс-Майнинген |
| Шарлота, кралица на Вюртемберг     | 29 септември 1766 | 6 октомври 1828   | омъжена през 1797 за Фридрих I, крал на Вюртемберг                                                                                                   |
| Едуард Огъстъс, херцог на Кент     | 2 ноември 1767    | 23 януари 1820    | женен през 1818 за Виктория фон Сакс-Кобург-Заалфелд; баща на кралица Виктория                                                                       |
| Огъста София                       | 8 ноември 1768    | 22 септември 1840 | |
| Елизабет                           | 22 май 1770       | 10 януари 1840    | омъжена през 1818 за Фридрих VI фон Хесен-Хомбург |
| Ернст Аугуст I, крал на Хановер    | 5 юни 1771        | 18 ноември 1851   | женен през 1815 за Фридерика фон Мекленбург-Щрелиц                                                                                                   |
| Огъстъс Фредерик, херцог на Съсекс | 27 януари 1773    | 21 април 1843     | (1) женен в противоречие със Закона за кралските бракове през 1793 за Огъста Мъри; бракът е анулиран през 1794 (2) женен през 1831 за Сесилия Бъгинс |
| Адолфъс, херцог на Кеймбридж       | 24 февруари 1774  | 8 юли 1850        | женен през 1818 за Августа фон Хесен-Касел |
| Мери                               | 25 април 1776     | 30 април 1857     | омъжена през 1816 за Уилям, херцог на Глостър |
| София                              | 3 ноември 1777    | 27 май 1848       | |
| Октавиъс                           | 23 февруари 1779  | 3 май 1783        | |
| Алфред                             | 22 септември 1780 | 20 август 1782    | |
| Амелия                             | 7 август 1783     | 2 ноември 1810    | |

## Любопитно
- На кралица Шарлота принадлежи рецепта за тестен сладкиш с ябълки, наречен шарлотка.
- Нейното име носят град Шарлът в щата Северна Каролина, Съединените американски щати и град Шарлъттаун на Остров Принц Едуард, Канада.

## Галерия
- Кралица Шарлота с нейните деца и братя, 1771 – 1772
- Кралица Шарлота ок. 1779
- София-Шарлота фон Мекленбург-Щрелиц